# اولتیماتوم هری ترومن به ژوزف استالین

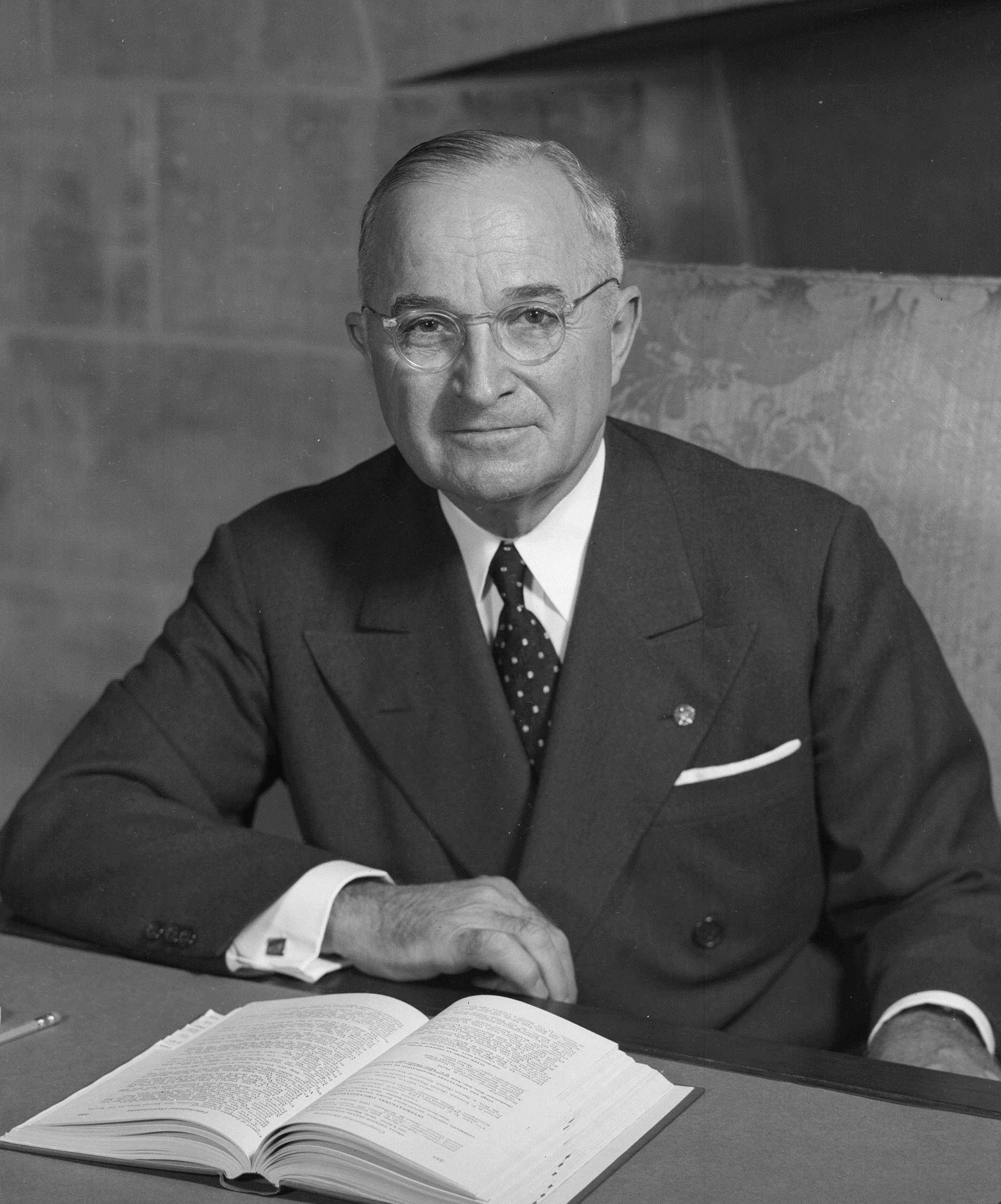
هری ترومن، رئیس‌جمهور ایالات متحده آمریکا در زمان بحران ۱۹۴۶–۱۹۴۵ ایران بود.

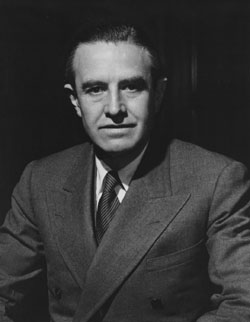
ویلیام آوریل هریمن، سفیر ایالات متحده آمریکا در مسکو بود.

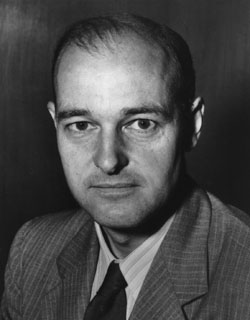
جرج اف. کنان، جانشین سفیر ایالات متحده در مسکو در زمان بحران ۱۹۴۶–۱۹۴۵ ایران

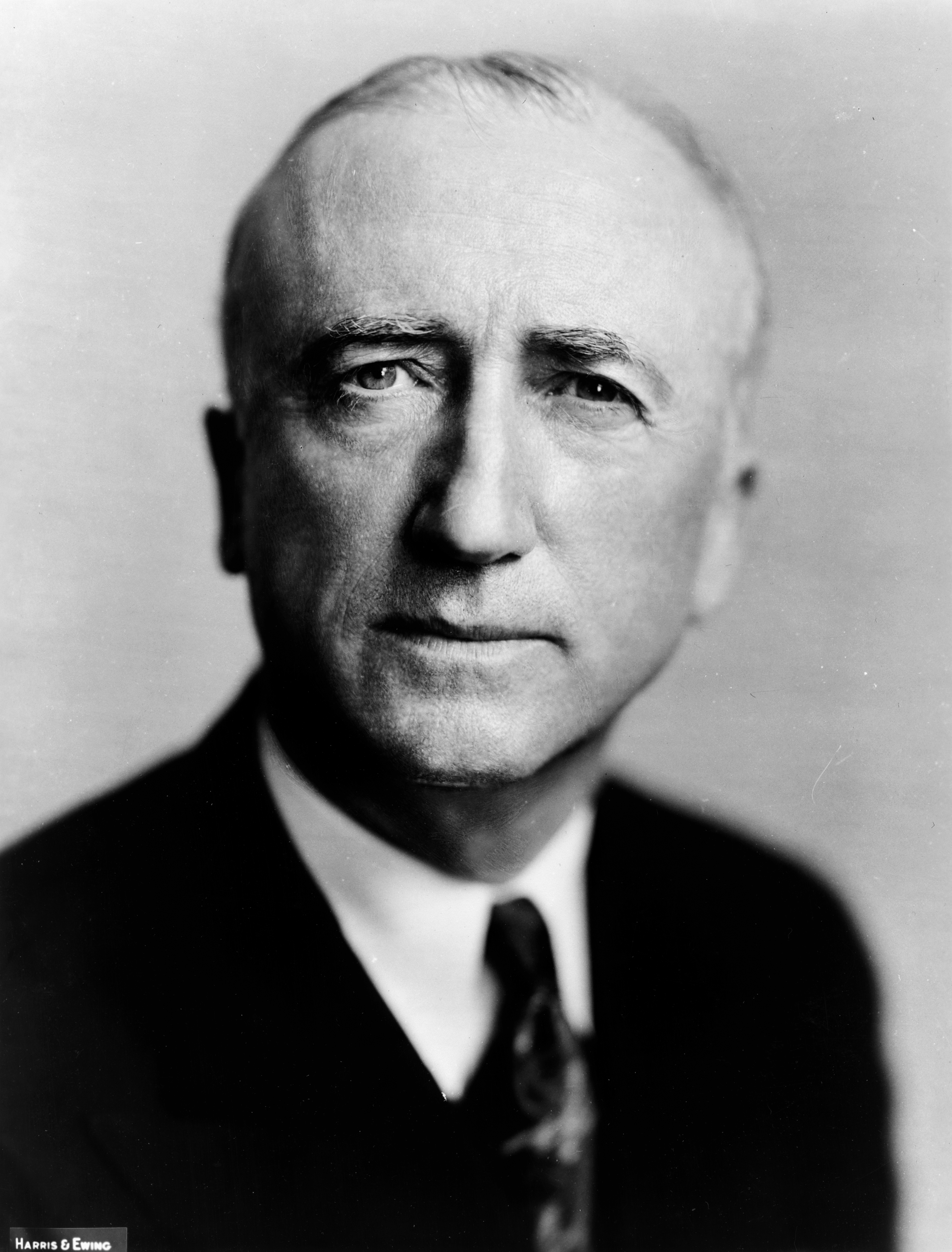
جیمز فرانسیس بیرنز، وزیر امور خارجه ایالات متحده، در زمان بحران ۱۹۴۶–۱۹۴۵ میلادی بود.

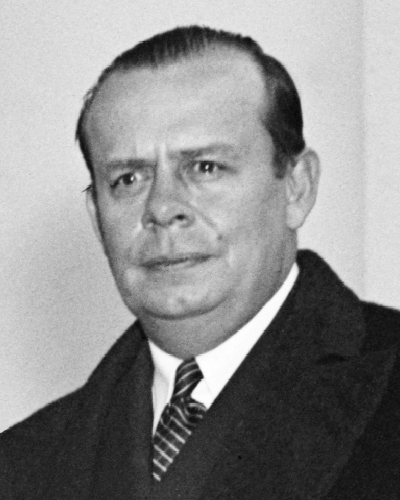
جرج ادوارد آلن، مشاور هری ترومن و جانشین رئیس اداره خاورمیانه در وزارت امور خارجه ایالات متحده آمریکا در زمان بحران ۱۹۴۶–۱۹۴۵ میلادی بود.

با اشغال ایران در ۱۳۲۰ به دست متفقین (آمریکا، انگلیس، شوروی)، معاهده‌ای بین ۳ کشور امضا شد که ۶ ماه پس از اتمام جنگ جهانی دوم، نیروهایشان را از خاک ایران خارج کنند. آمریکا و انگلیس تخلیه کردند، اما شوروی امتناع ورزید. شوروی که به دنبال تسلط بر حوزه‌های نفت شمال بود، دو حکومت وابسته به خود (پیشه‌وری و قاضی محمد) را در آذربایجان و کردستان به وجود آورد تا ایران را تحت فشار بگذارد. بعد از مدت‌ها کشمکش میان ایران و شوروی، نهایتاً شوروی از ایران خارج شد. هری ترومن ادعا کرد علت خروج شوروی، اولتیماتوم او (توسل به سلاح اتمی) علیه ژوزف استالین بود. از نظر مورخین، فرستادن پیام اولتیماتوم هری ترومن به یوزف استالین جعلی است. 
مورخی به نام جیمز آ. تورپه در مقاله ای منتشر شده در سال ۱۹۷۸، اولتیماتوم ترومن به استالین را به چالش کشید.

## تحلیل تاریخی
در پهنه روابط بین دولت‌های بزرگ، پس از سرآمدن تاریخ تخلیه ایران از نیروهای بیگانه، آنچه از اسناد منتشر شده برمی‌آید یکی یادداشت مورخ ۴ مارس ۱۹۴۶ (۱۳ اسفند ۱۳۲۴) دولت انگلیس به شوروی است که در آن از دولت شوروی خواسته شده بود تا دلایل درنگ خود را برای بازگرداندن سپاهیانش از ایران توضیح دهد و دیگری یادداشت مورخ ۵ مارس ۱۹۴۶ (۱۴ اسفند ۱۳۲۴ خ) وزیر امور خارجه ایالات متحده آمریکا برای مولوتف است. خلاصه کلام برنز، وزیر امور خارجه آمریکا به ایران به این قرار است:
از آنجا که مهلت اعلام شده برای خروج سپاهیان بیگانه از ایران به پایان رسیده و از آنجا که تنها شوروی است که بی اعتنا به اعتراض دولت ایران، هنوز سپاهیان خود را در این کشور نگه داشته‌است، دولت ایالات متحده، ضمن ابراز نگرانی اعلام می‌کند که نمی‌تواند در برابر این وضع بی اعتنا باقی بماند. روابط دو کشور آمریکا و شوروی در طول جنگ علیه دشمنی مشترک، به گونه دوستانه‌ای افزایش یافت. از آن پس ما همیار یکدیگر در سازمان ملل متحد بودیم. اینک دولت ما به‌طور جدی امیدوار است که شوروی، به خاطر گسترش اعتماد بین‌المللی که لازمه صلح‌آمیز همه ملل جهان است، هر چه زودتر سپاهیان خود را از خاک ایران فرابخواند.
اتابکی در تحلیل این گفتار می‌نویسد که در این یادداشت سخنی از اولتیماتوم، چه اتمی چه غیر اتمی، در میان نیست. هر چه هست دعوت شوروی به پایبندی اش نسبت به تعهدات بین‌المللی است.
سپاهیان شوروی، در تاریخ ۹ مه ۱۹۴۶ (۹ اردیبهشت ۱۳۲۵ خورشیدی) هفت ماه پیش از سقوط حکومت دموکرات‌ها در آذربایجان، ایران را به‌طور کامل ترک کردند و به این نحو دفتر بحران تخلیه ایران بسته شد. اما چند سال بعد، ترومن رئیس‌جمهوری آمریکا، در کنفرانس مطبوعاتی مورخ ۲۴ آوریل ۱۹۵۲ (۴ اردیبهشت ۱۳۳۱) برای نخستین بار از اولتیماتومی یاد کرد که گویا راجع به خروج سپاهیان شوروی از ایران، به استالین تسلیم کرده بود.
در همان روزنامه‌ای که خبر این مصاحبه درج شده بود، سردبیر روزنامه یادآوری کرده‌است که تقریباً دو ساعتی پس از کنفرانس مطبوعاتی مزبور، سخنگوی کاخ سفید، اصطلاح اولتیماتوم را چنین تعبیر کرد که رئیس‌جمهوری این اصطلاح را به گونه عامیانه‌اش به کار برده‌است، نه در معنای اصطلاحی آن: «منظور ایشان بیشتر تأکید بر رهبری دولت ایالت متحده در سازمان ملل متحد و به ویژه شورای امنیت و به خصوص تلاش دیپلماتیک بهار سال ۱۹۴۶ بوده‌است، زیرا این رهبری به خروج نیروهای شوروی از ایران منجر گردید.»
ترومن پس از کنفرانس مطبوعاتی، یک بار دیگر در جلد دوم خاطرات خود به نام «سال‌های آزمایش و امید» پس از اشاره به یادداشت برنز به شوروی، از پیامی دیگر که صریح و بی پرده و با امضای برنز وزیر امور خارجه ایالات متحده برای استالین فرستاده شده بود، یاد می‌کند بی‌آنکه تاریخ آن را یادآور شود.» وی دراینباره می‌نویسد:
هیچ پاسخ رسمی از سوی شوروی به یادداشت ما داده نشد… اما منابع اطلاعاتی ما، پیاپی از حضور شوروی در ایران خبر می‌دادند. هنگامی که ارتش ایران راهی مناطقی شد که گویا سپاهیان روس آنجا را تخلیه کرده بودند، به یکباره خود را در برابر راه بندان‌های ارتش شوروی دید. خبر رسید که سه ستون از ارتش شوروی در حال پیشروی است. یکی به سوی تهران، دیگری به سوی مرز ایران و ترکیه. دیگر جایی برای تردید باقی نمانده بود که روسیه ساز خود را می‌زند و اعتنایی به آمریکا و سازمان ملل ندارد… من در این مورد با وزیر خارجه‌مان برنز و نیز دریادار لیهی گفتگو کردم. به برنز گفتم پیامی صریح و بی پرده برای استالین بفرستد. در ۲۴ مارس، مسکو اعلام کرد که بی‌درنگ تمامی سپاهیانش را از ایران فراخواهد خواند.
مسئله اولتیماتوم با چاپ خاطرات ترومن، رنگ تازه‌ای به خود گرفت. از آن به بعد او تا وقتی که می‌گفت و می‌نوشت، گه گاه این داستان را از سر می‌گرفت. گاه حتی شاخ و برگ‌های فراوان نیز به آن می‌داد. از جمله در نوشته‌ای که به تاریخ ۱۳ اوت ۱۹۵۷ (۱۷ خرداد ۱۳۳۶ خورشیدی) در نیویورک‌تایمز چاپ کرد، چنین نوشت که:
از تجربه‌ای که خود من با روس‌ها داشتم، این را آموختم که آن‌ها خود را مکلف به حضور در هر جایی می‌بینند که ما در برابر آن‌ها در آنجا موضعی روشن نگرفته باشیم. برای مثال، کمی پس از جنگ جهانی دوم، استالین و مولوتف، گستاخانه از اجرای تعهدشان پیرامون تخلیه ایران سرباز زدند و بر نگهداری سپاهیانشان در آذربایجان پای فشردند. تلاش‌های رسمی دیپلماتیک و نیز کوشش‌هایی در سازمان ملل برای واداشتن روس‌ها به تخلیه ایران به کار می‌رفت. اما شوروی همچنان بر اشغال ایران اصرار می‌ورزید. تا اینکه من شخصاً پیشقدم شدم و فرمان من به ارتش آمریکا برای آماده باش نیروی زمینی، دریایی و هوایی را به طلاع استالین رسانیده شد. آنگاه استالین همان کاری را کرد که من انتظارش را داشتم. او سپاهیان شوروی را از ایران بیرون برد.
دو سال بعد، هنگامی که ترومن در جلسه گفت و شنود با دانشجویان دانشگاه کلمبیا حضور یافته بود، نیروهای زمینی و هوایی آمریکا را از اجرای «اولتیماتوم» معاف کرد و تنها به ذکر نیروی دریایی آمریکا بسنده کرد. او در این گفت و شنود که سال بعد با تام «ترومن سخن می‌گوید» چاپ گردید، از اولتیماتوم به این نحو یاد می‌کند:
هنگامی که استالین در تاریخ توافق شده ایران را تخلیه نکرد، پیامی برای او فرستادم و اعلام داشتم که آماده هستم ناوگان آمریکا را به خلیج فارس بفرستم. او بی‌درنگ سپاهیان خود را از ایران خارج ساخت.
چاپ این سخنرانی، دوباره به مسئله اولتیماتوم دامن زد. روزنامه نیویورک‌تایمز از ترومن خواست توضیح بیشتری در این زمینه بدهد. پاسخ ترومن چنین بود:
برای استالین پیامی فرستادم که اگر ایران را تخلیه نکند، من سپاهیان آمریکا را وارد صحنه خواهم کرد… این پیام را برای آوریل هریمن (سفیر آمریکا در شوروی که مأمورتش پایان یافته بود) فرستادم تا شخصاً به استالین تسلیم کند.
خبرنگاران بلافاصله با آوریل هریمن تماس گرفتند و از او در اینباره نظر خواستند. پاسخ هریمن این بود که «نه تنها چنین پیامی را به یاد نمی‌آورم، بلکه در آن هنگام (مارس ۱۹۴۶) در مسکو نبودم و از راه آسیای دور به آمریکا مراجعت می‌کردم.
از این عجیبتر، سخن کاردار وقت آمریکا در شوروی بود. هنگامی که از جرج اف. کنان که تا آوریل-مه ۱۹۴۶ (اردیبهشت-خرداد ۱۳۲۵ خ) کاردار کشور خود در مسکو بود، از اولتیماتوم ادعایی ترومن پرسیدند، او یکسره منکر وجود چنین اولتیماتومی شد.
سرانجام، مسئولان بایگانی دولت آمریکا از جنجالی که گه گاه راجع به اولتیماتوم بروز می‌کند، کلافه شده در یکی از مجلدت اسناد روابط خارجی ایالات متحده آمریکا صریحاً اعلام داشتند که:
هیچ سندی که حالی از تسلیم اولتیماتومی به شوروی باشد، در بایگانی دولتی و نیز در اسناد وزارت دفاع به دست نیامده است. از این گذشته، کارمندان بلندپایه‌ای که در سال ۱۹۴۶ در دولت وقت آمریکا مسئولیتی داشتند، کسی نتوانسته‌است فرستادن چنین اولتیماتومی را تأیید کند.
به این ترتیب، از نظر اتابکی ماجرای اولتیماتوم ترومن، افسانه‌ای بیش نبود.

## دلیل طرح این ادعا
برای نخستین بار در ۲۴ آوریل ۱۹۵۲ (چهارم اردیبهشت ۱۳۳۱ خورشیدی) ترومن از این اولتیماتوم یاد می‌کند. به عقیده اتابکی، در آن روزها کاخ سفید بودجه دفاعی خود را برای تصویب کنگره تسلیم کرده بود و ترومن و یارانش سخت درگیر واداشتن کنگره به تصویب بودجه تقدیمی بودند و لذا در پی یافتن فرصتی برای برپا کردن جنجالی تبلیغاتی روزشماری می‌کردند. در پایان کنفرانس مطبوعاتی، ترومن به نکته قابل توجهی اشاره می‌کند:
در آن زمان (۱۹۴۶) ما نیروهای زمینی و دریایی مجهز و متحرکی داشتیم و این همان چیزی است که اینک برای داشتن آن تلاش می‌کنیم.
از نظر اتابکی، ترومن قصد دارد به کنگره تفهیم کند که در سال ۱۹۴۶ آمریکا از چنان توان رزمی برخوردار بود که توانست اولتیماتومی به شوروی تسلیم کند. پس لازم است که بودجه دفاعی او را تصویب کنند. ترومن، در واقع، در این جنجال آفرینی تبلیغاتی که در عرف سیاستمداران آمریکا چندان نادر نیست، مطلبی ادا کرد که دیگر نه خود به پس گرفتن آن توانا بود و نه دیگر امتناع سیاسی آمریکا و در نتیجه همگان این مطلب را باور می‌کردند.

## تئوری دیگر مورخان
- جان لیمبرت هم ادعای هری ترومن را ضعیف خوانده، مدعی است هیچ سندی برای تأیید ادعای ترومن به دست مورخین نرسیده‌است.[۲۱]
- جمیل حسنلی در کتاب خود آورده‌است که «نه هریمن، سفیر آمریکا در مسکو و نه کنان، جانشین وی و نه جرج آلن، جانشین رئیس اداره خاورمیانه در وزارت خارجه و نه حتی برنز، وزیر امور خارجه، وجود سندی دربارهٔ اولتیماتوم ایالات متحده به شوروی را به خاطر نمی‌آورند».[۲۲] جمیل حسنلی می‌گوید هنوز اسنادی از شوروی (مخصوصاً در مورد استالین و مولوتف) باقی مانده که اجازه دسترسی به آنها داده نمی‌شود. او معتقد است که آمریکایی طرح چارلز بوهلن، شوروی‌شناس معروف را اجرا کردند. در این طرح او پیشنهاد داده بود که آنها بلوف بزنند و از طریق سفیر سوریه به شوروی بگویند که اگر ظرف ۴۸ یا ۷۲ ساعت ایران را ترک نکنند از بمب اتمی استفاده می‌کنند.[۲۳]
- مجید تفرشی (پژوهشگر تاریخ معاصر ایران و روابط بین‌الملل) در نقد گفتار اتابکی می‌نویسد که بر اساس اسناد محرمانه بریتانیا، هری ترومن چند هشدار نسبتاً ملایمی برای استالین فرستاد؛ بنابراین از نظر او، پیام هشدار قطعی بود و فشارهای مختلف چندجانبه‌ای بر شوروی برای خروج از آذربایجان وجود داشت، ولی تفرشی، اولتیماتوم بمب اتمی را تأیید نمی‌کند.[۲۴] تفرشی به استناد ریچارد کاتم می‌گوید که کاتم فردی منصف، واقع بین و دقیق بود، هیچ سندی از اولتیماتوم هری ترومن رؤیت نکرده بود.[۲۵]
- ج.آ. تورپه در مقاله ای که در سال ۱۹۷۸ میلادی در «جورنال آو پولیتیکز» چاپ کرد، با بررسی انتشارات وزارت خارجه، و روایات سفیر و معاون سفیر آمریکا در مسکو، این ادعا را زیر سؤال برده‌است. او معتقد هست که ترومن در مصاحبه ای که در سال ۱۹۵۲ انجام داده ایجاد کننده این شایعه بوده‌است و مورخان دیگر هم بدون بررسی منابع این ادعای ترومن را قبول کرده‌اند.[۲۶]
- یرواند آبراهامیان هم معتقد است که هیچ سندی مبنی بر اولتیماتوم وجود ندارد. آبراهامیان نقش قوام را در خروج شوروی از خاک ایران را مؤثر دانسته‌است.[۲۷]
- عباس میلانی هم تماس دیپلماتیک آمریکا و هم اقدامات قوام و محمدرضاشاه پهلوی را مؤثر می‌داند. اما می‌گوید مطمئن نیست که کدام عامل در خروج شوروی موثرتر بوده‌است.[۲۸]